# Wayang golek

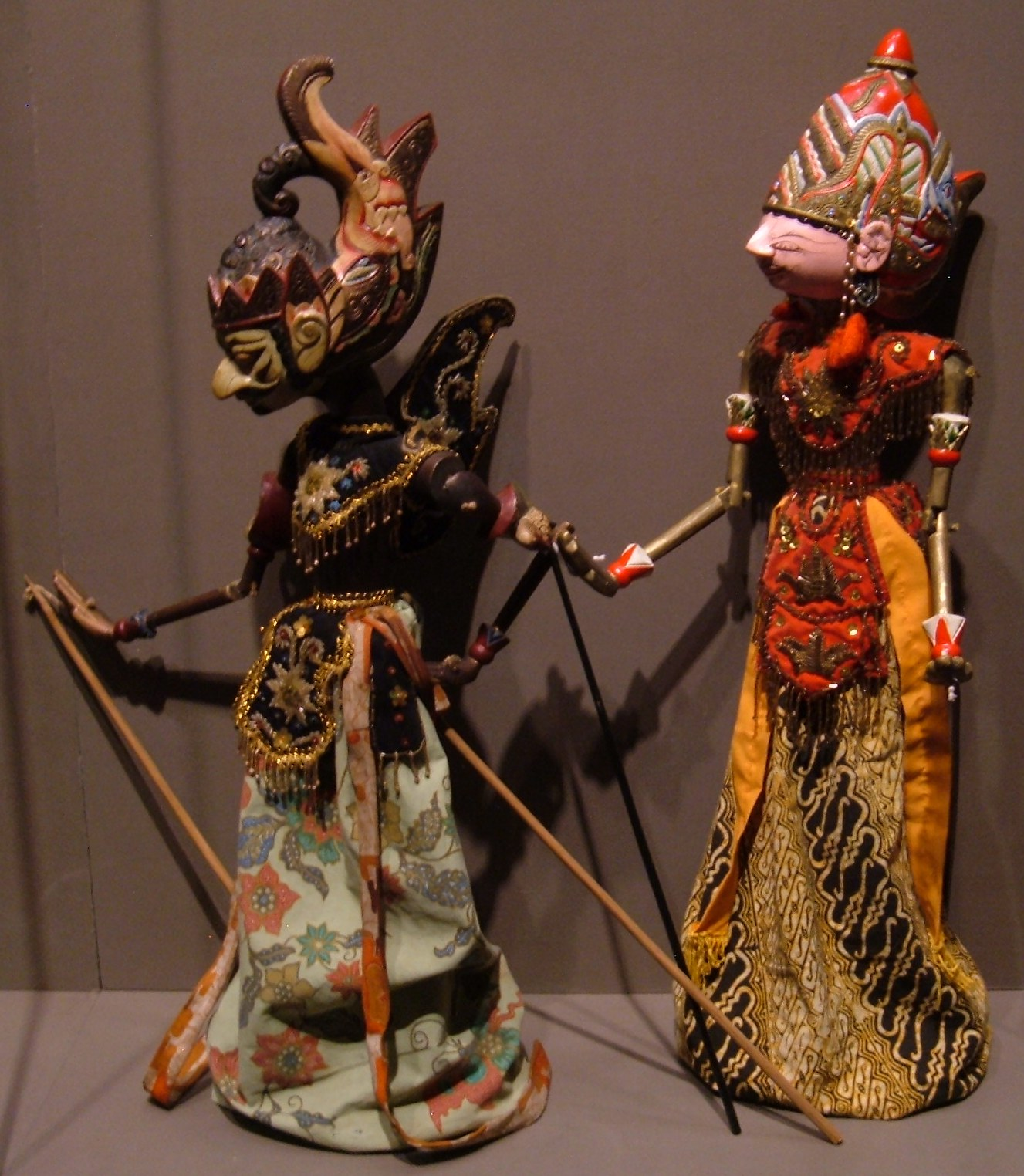
Wayang Golek

Wayang Golek son marionetas de varilla de la etnia Sunda de la isla de Java Oeste de Indonesia, y constan de un eje central que une la cabeza del títere a la mano derecha del manipulador y el cuerpo de la marioneta se apoya en ese eje girando con libertad a petición de un giro de muñeca del manipulador. Los brazos son movidos por sendas varillas que el manipulador toma solamente con su mano izquierda. Los personajes se distinguen por la cara y el tocado de la cabeza. Dioses (dewa / batara), nobles (satria), monos (wanara), gigantes (raksasa), demonios (buta) tienen elementos comunes en su maquillaje, tocado, vestido, etc.

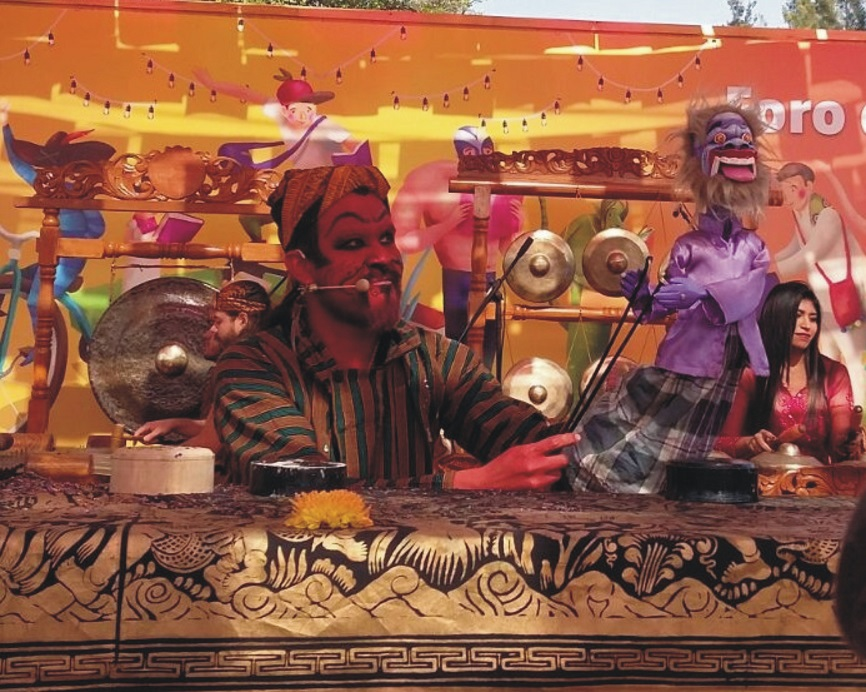
wayang golek grupo Indra Swara México

## Origen
Los títeres, en el caso del wayang golek, son marionetas tridimensionales de madera muy bien decoradas y pintadas.  El intérprete, que recibe el nombre de dalang, se encarga de manejarlas, ponerles voz y dirigir al grupo musical. Presentan en general dos varillas que conectan con las manos, más otra central unida a la cabeza. No hay certeza sobre el origen de este tipo de marionetas, pero los estudiosos especulan que fueron traídas de China en algún momento del siglo XVII.

## Componente
La mayor parte de las obras que representa el Wayang Golek están basadas en los dos poemas épico-religiosos más importantes de origen hindú: el Ramayana y el Majabhárata. Su adaptación javanesa pasa por la incorporación de algunos personajes nuevos como los payasos o los consejeros, la adaptación a ciertos estándares musulmanes, y la inclusión en la representación de adaptaciones a los poemas de historias localistas.
El estilo se desarrolló predominantemente en la costa norte de Java, hogar de los reinos musulmanes más antiguos, y su popularidad creció relatando la historia de Amir Hamza, tío del profeta Muhammad SAW. Estas historias se representan todavía en algunas zonas de Indonesia con el nombre de wayang golek menak. Esta rama representa la historia del príncipe Menak. Mediante sus victoriosas campañas guerreras, Menak preparó al mundo para la venida del profeta: una leyenda que se remonta a fuentes persas, pero que nunca sirvió en Persia de tema para el teatro.  Ya que surge de la épica india, estas narraciones también tienen como objetivo instruir en las enseñanzas de la vida pero pierden el matiz de mitología. Los espectadores y el público en general ya no tienen por qué creer que fueron hechos reales sucedidos en la Edad Antigua. A pesar de eso, tanto el Ramayana como el Mahabharata son epopeyas que se representan en el teatro indonesio.
El wayang no es un espectáculo en el sentido occidental, sino más bien un ritual: existe la creencia de que los asistentes a un wayang «están libres del mal» aunque se encuentren tan lejos del intérprete que no alcancen a escuchar su voz. Las representaciones suelen alargarse durante horas, incluso días, por lo que resulta significativo que el público no se sienta obligado a permanecer en silencio ni atento; se trata más bien de un evento social, donde está permitido incluso tomar algún refrigerio. A pesar de esto, hay momentos en el desarrollo de la historia en los que el público dedica su atención a la entrada en escena del héroe o a los momentos de lucha entre “el bien y el mal”. Las representaciones se desarrollaban tradicionalmente no solo en la corte del rey o los palacios de la nobleza, sino junto a los templos, en casas de familia, en plazas e incluso en teatros.

## Wayang Golek en México

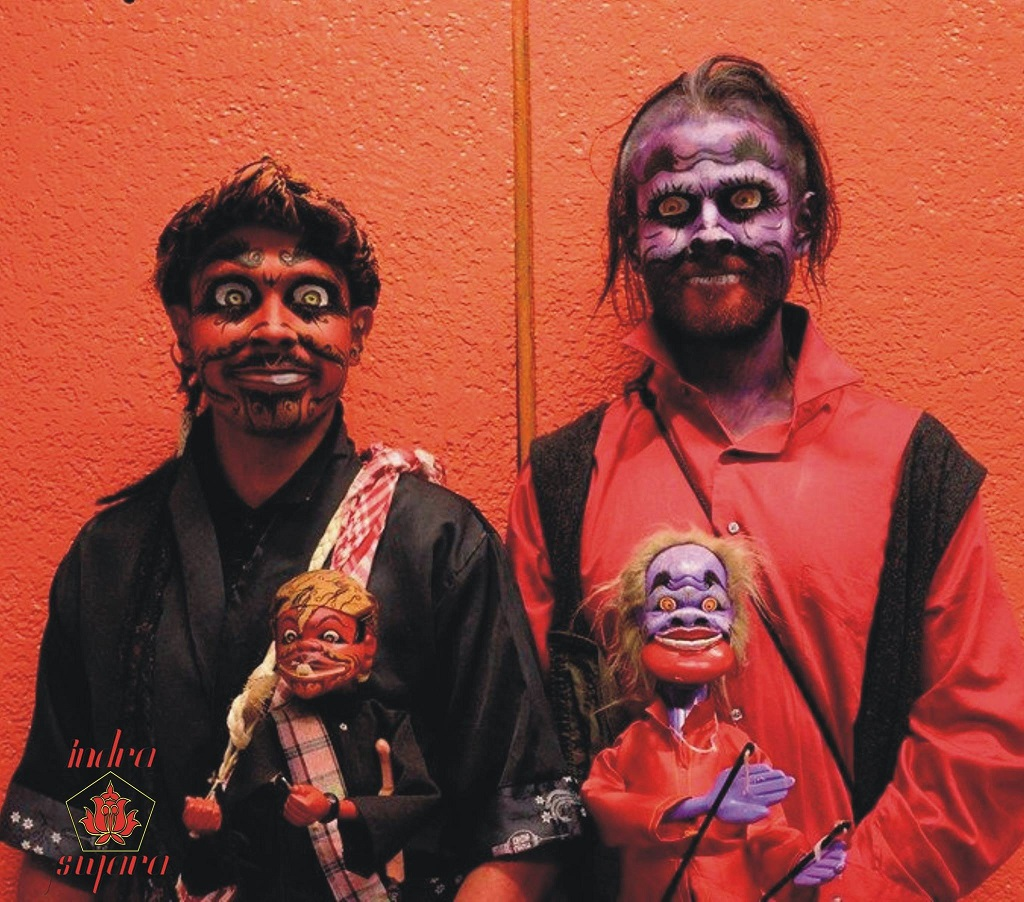
Wayang golek por parte del grupo Indra Swara en México

En México en el año 2015 se hizo una presentación de wayang golek a cargo de Gamelan Barudak del grupo Indra Swara en un evento intitulado ¨Mirada a Indonesia¨, el cual buscaba promover el arte de Indonesia. Se presume que se trata de la primera presentación de wayang golek en México, e incluso tal vez en América Latina. Desde entonces ya se ha venido conociendo más sobre el arte indonesio de títeres de madera wayang golek entre los hispano hablantes.
Existen varias instituciones mexicanas que cuentan con colecciones de wayang golek, como son la del Museo Nacional de las Culturas de la Ciudad de México, asimismo la colección de la Universidad Nacional Autónoma de México.Así mismo en el Museo Nacional del Títere "Rosete Aranda" en Huamantla, Tlaxcala. Agrupaciones como Indra Swara. están tratando de promover más el arte de títeres de madera donando algunos de éstos a museos como son el  Museo de Historia de Títeres en el Estado de México y el Museo de Casa del Títere Marionetas Mexicanas en Puebla.